# 枕崎市

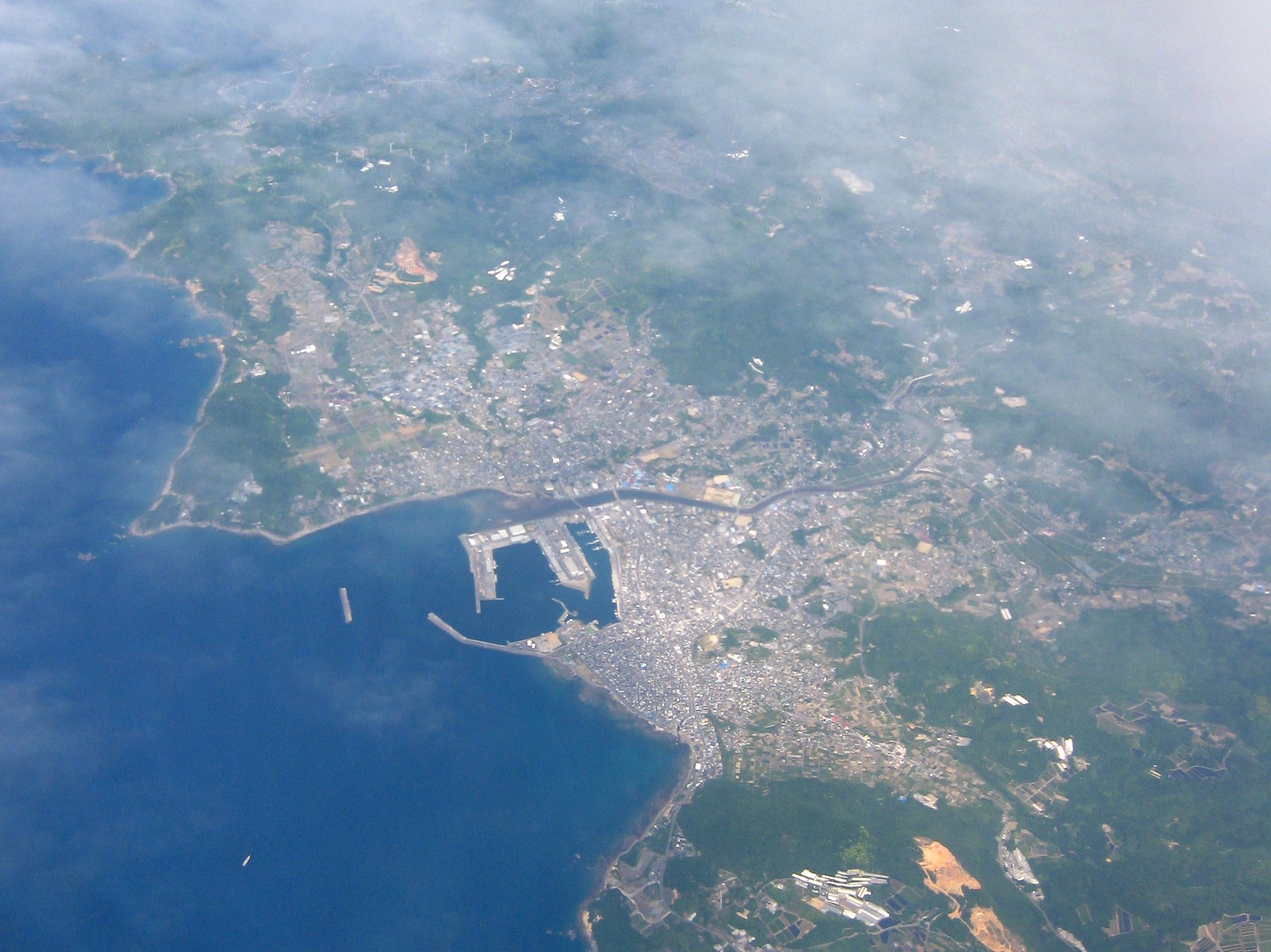
枕崎市街地

枕崎市（まくらざきし）は、鹿児島県の薩摩半島南西部に位置する市。東シナ海に面しており、南薩地域に属する。気候は温暖であるが、夏から秋にかけては台風の通過が多く、室戸市（高知県：室戸岬）、串本町（和歌山県東牟婁郡：潮岬）などと並び台風銀座の一つである。

## 地理

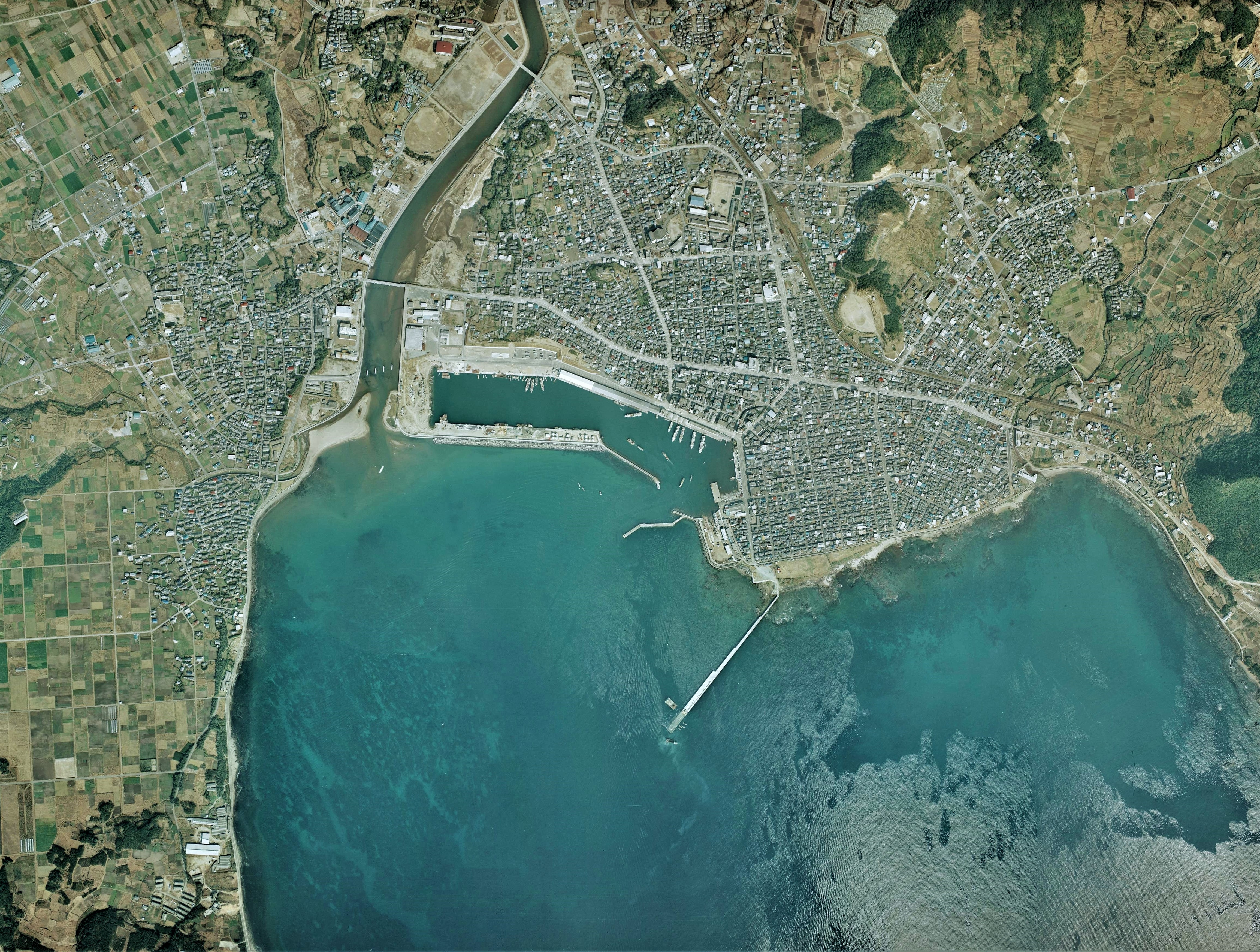
枕崎市中心部周辺の空中写真。
1975年2月13日撮影の3枚を合成作成。。

南部に東シナ海を臨みカツオの水揚げが全国有数規模の枕崎漁港を持つ。市街地が広がる花渡川（けどがわ）河口付近には平野が開ける。北部は山林、西部は野間半島に続く台地であり、同じく東部も南薩台地と呼ばれる台地が広がっている。
- 山：蔵多山（475m）、草野岳（449m）、下山岳（416m）
- 河川：花渡川、尻無川、中州川、馬追川
- 海洋：東シナ海

### 隣接している自治体
- 南さつま市
- 南九州市

### 地名
- 東鹿篭
- 西鹿篭
- 枕崎
- 別府

1957年以降、順次町名設置が行われた。現在は、各大字とも残存しているが、ほとんどが無住である。
1957年
- 旭町（枕崎）
- 泉町（枕崎）
- 恵比須町（枕崎）
- 折口町（枕崎）
- 桜木町（枕崎）
- 汐見町（枕崎）
- 新町（枕崎）
- 住吉町（枕崎）
- 高見町（枕崎）
- 千代田町（枕崎）
- 中町（枕崎）
- 西本町（枕崎）
- 東本町（枕崎）
- 日之出町（枕崎）
- 緑町（枕崎）
- 港町（枕崎）
- 宮前町（枕崎）
- 山手町（枕崎）

1969年
- 松之尾町（枕崎）

1975年
- 宮田町（枕崎）

年不詳
- 若葉町（枕崎）

1995年
- 立神本町（西鹿篭）

1996年
- 大塚北町（西鹿篭）
- 大塚中町（西鹿篭）
- 大塚西町（西鹿篭）
- 大塚南町（西鹿篭）
- 塩屋北町（西鹿篭）
- 塩屋南町（西鹿篭）

1997年
- 春日町（西鹿篭）
- 園見西町（西鹿篭）
- 園見本町（西鹿篭）
- 立神北町（西鹿篭）
- 火之神北町（西鹿篭）

1998年
- 中央町（西鹿篭）
- 火之神町（西鹿篭）
- 火之神岬町（西鹿篭）
- 平田町（枕崎）
- 明和町（枕崎）

1999年
- 岩崎町（西鹿篭）
- 鹿篭麓町（西鹿篭）
- 木場町（西鹿篭）
- 栄中町（枕崎）
- 栄本町（枕崎）
- 桜山西町（西鹿篭）

2000年
- 岩戸町（枕崎）
- 木原町（枕崎）
- 寿町（東鹿篭）
- 桜山町（東鹿篭）
- 美原町（枕崎）
- 妙見町（東鹿篭）

2001年
- 桜山東町（東鹿篭）
- 桜山本町（東鹿篭）

2002年
- 金山町（東鹿篭）
- 金山西町（東鹿篭）
- 桜山上町（西鹿篭）
- 田布川町（東鹿篭）
- 道野町（西鹿篭）
- 美山町（東鹿篭）

2003年
- 板敷西町（別府）
- 板敷本町（別府）
- 板敷南町（別府）
- 豊留町（別府）

2004年
- 国見町（別府）
- 瀬戸町（別府）
- 別府西町（別府）
- 別府東町（別府）

2005年
- あけぼの町（別府)
- 白沢北町（別府）
- 白沢東町（別府）
- 白沢西町（別府）
- 仁田浦町（別府）

2006年
- 清水町（別府）
- 里町（別府）
- まかや町（別府）
- 下松町（別府）
- 茅野町（別府）
- 小塚町（別府）
- 駒水町（別府）

### 気候
| 枕崎特別地域気象観測所（枕崎市高見町、標高30m）の気候        | 枕崎特別地域気象観測所（枕崎市高見町、標高30m）の気候 | 枕崎特別地域気象観測所（枕崎市高見町、標高30m）の気候 | 枕崎特別地域気象観測所（枕崎市高見町、標高30m）の気候 | 枕崎特別地域気象観測所（枕崎市高見町、標高30m）の気候 | 枕崎特別地域気象観測所（枕崎市高見町、標高30m）の気候 | 枕崎特別地域気象観測所（枕崎市高見町、標高30m）の気候 | 枕崎特別地域気象観測所（枕崎市高見町、標高30m）の気候 | 枕崎特別地域気象観測所（枕崎市高見町、標高30m）の気候 | 枕崎特別地域気象観測所（枕崎市高見町、標高30m）の気候 | 枕崎特別地域気象観測所（枕崎市高見町、標高30m）の気候 | 枕崎特別地域気象観測所（枕崎市高見町、標高30m）の気候 | 枕崎特別地域気象観測所（枕崎市高見町、標高30m）の気候 | 枕崎特別地域気象観測所（枕崎市高見町、標高30m）の気候 |
| 月                                                           | 1月                                                   | 2月                                                   | 3月                                                   | 4月                                                   | 5月                                                   | 6月                                                   | 7月                                                   | 8月                                                   | 9月                                                   | 10月                                                  | 11月                                                  | 12月                                                  | 年                                                    |
| ------------------------------------------------------------ | ----------------------------------------------------- | ----------------------------------------------------- | ----------------------------------------------------- | ----------------------------------------------------- | ----------------------------------------------------- | ----------------------------------------------------- | ----------------------------------------------------- | ----------------------------------------------------- | ----------------------------------------------------- | ----------------------------------------------------- | ----------------------------------------------------- | ----------------------------------------------------- | ----------------------------------------------------- |
| 最高気温記録 °C （°F）                                       | 22.8 (73)                                             | 22.8 (73)                                             | 26.8 (80.2)                                           | 28.4 (83.1)                                           | 30.2 (86.4)                                           | 32.6 (90.7)                                           | 35.3 (95.5)                                           | 36.9 (98.4)                                           | 34.8 (94.6)                                           | 32.7 (90.9)                                           | 29.4 (84.9)                                           | 24.3 (75.7)                                           | 36.9 (98.4)                                           |
| 平均最高気温 °C （°F）                                       | 12.9 (55.2)                                           | 14.0 (57.2)                                           | 16.8 (62.2)                                           | 20.6 (69.1)                                           | 24.1 (75.4)                                           | 26.4 (79.5)                                           | 30.2 (86.4)                                           | 31.4 (88.5)                                           | 29.2 (84.6)                                           | 25.2 (77.4)                                           | 20.3 (68.5)                                           | 15.2 (59.4)                                           | 22.2 (72)                                             |
| 日平均気温 °C （°F）                                         | 8.9 (48)                                              | 9.9 (49.8)                                            | 12.6 (54.7)                                           | 16.5 (61.7)                                           | 20.1 (68.2)                                           | 23.2 (73.8)                                           | 27.0 (80.6)                                           | 27.8 (82)                                             | 25.3 (77.5)                                           | 20.8 (69.4)                                           | 15.8 (60.4)                                           | 10.9 (51.6)                                           | 18.3 (64.9)                                           |
| 平均最低気温 °C （°F）                                       | 5.0 (41)                                              | 5.6 (42.1)                                            | 8.3 (46.9)                                            | 12.2 (54)                                             | 16.2 (61.2)                                           | 20.4 (68.7)                                           | 24.4 (75.9)                                           | 24.8 (76.6)                                           | 22.0 (71.6)                                           | 16.8 (62.2)                                           | 11.6 (52.9)                                           | 6.8 (44.2)                                            | 14.5 (58.1)                                           |
| 最低気温記録 °C （°F）                                       | −3.3 (26.1)                                           | −4.4 (24.1)                                           | −1.7 (28.9)                                           | 0.0 (32)                                              | 5.0 (41)                                              | 11.2 (52.2)                                           | 16.6 (61.9)                                           | 16.9 (62.4)                                           | 10.7 (51.3)                                           | 4.6 (40.3)                                            | −0.5 (31.1)                                           | −3.0 (26.6)                                           | −4.4 (24.1)                                           |
| 降水量 mm （inch）                                           | 96.2 (3.787)                                          | 114.3 (4.5)                                           | 167.6 (6.598)                                         | 188.3 (7.413)                                         | 196.7 (7.744)                                         | 512.9 (20.193)                                        | 306.9 (12.083)                                        | 181.0 (7.126)                                         | 236.2 (9.299)                                         | 94.8 (3.732)                                          | 129.3 (5.091)                                         | 111.6 (4.394)                                         | 2,335.6 (91.953)                                      |
| 平均降水日数 （≥0.5 mm）                                     | 12.6                                                  | 11.5                                                  | 13.9                                                  | 11.6                                                  | 11.2                                                  | 16.2                                                  | 10.9                                                  | 10.9                                                  | 10.9                                                  | 8.2                                                   | 9.6                                                   | 11.5                                                  | 138.8                                                 |
| % 湿度                                                       | 68                                                    | 68                                                    | 69                                                    | 71                                                    | 75                                                    | 83                                                    | 82                                                    | 79                                                    | 77                                                    | 72                                                    | 72                                                    | 70                                                    | 74                                                    |
| 平均月間日照時間                                             | 109.9                                                 | 121.3                                                 | 153.2                                                 | 173.2                                                 | 176.9                                                 | 109.5                                                 | 203.0                                                 | 222.8                                                 | 186.7                                                 | 181.8                                                 | 149.3                                                 | 125.6                                                 | 1,913.1                                               |
| 出典：気象庁（平均値：1991年 - 2020年、極値：1923年 - 現在） |                                                       |                                                       |                                                       |                                                       |                                                       |                                                       |                                                       |                                                       |                                                       |                                                       |                                                       |                                                       |                                                       |

## 歴史
今の枕崎市は江戸時代には薩摩国川辺郡の鹿篭（かご）郷といい、鹿篭村からなっていた。喜入氏が領有していた。18世紀はじめまでは人口1000人に満たない寒村に過ぎなかったが、その後カツオ漁業によって発展した:786。近世末期以降経済の中心が麓から浜辺の枕崎に移ったため、現在の市名に改められた:784。
カツオ漁船の基地は枕崎以外にも坊津などがあったが、枕崎では1921年（大正10年）に遠洋漁業に欠かせない製氷会社を設立、1923年（大正12年）に鰹節の製造を漁業から分離させるなどの改革を先んじて行い、さらに鉄道が開通することで他の地域に対して優位を得た。

### 近現代年表
- 明治2年 鹿篭村から別府村が分立[7]。
- 1881年（明治14年） 鹿篭村から枕崎村、東鹿篭村、西鹿篭村が分割される[7]。
- 1889年（明治22年）4月1日　町村制施行に伴い、枕崎村、東鹿篭村、西鹿篭村、別府村の区域より川辺郡東南方村が発足。旧村名は大字名となる[7]。
- 1895年（明治28年）7月24日、カツオ漁業の帆船多数が黒島近海で難破、713名が死亡。枕崎だけで411名の死者が出る（黒島流れ）[8]。
- 1923年（大正12年）7月1日　東南方村が町制施行並びに改称し枕崎町となる[7]。
- 1931年（昭和6年）3月10日 南薩鉄道加世田駅 - 枕崎駅間が延長開業し、枕崎町に初の鉄道路線が開通。
- 1945年（昭和20年）9月17日　伊勢湾台風につぐ史上2位の死者・行方不明者を出した枕崎台風が枕崎町に上陸。町内の死者12名、損壊家屋2339戸の惨事となる。（全国では死者2,473名、行方不明者1,283名、損壊家屋89,839戸、浸水家屋273,888戸）
- 1949年（昭和24年）9月1日 市制を施行し、枕崎市となる[7][9]。
- 1963年（昭和38年）10月31日 国鉄指宿線西頴娃駅 - 枕崎駅間が延長開業し南薩鉄道と接続（同時に指宿線は指宿枕崎線に改称）。
- 1984年（昭和59年）3月17日 鹿児島交通枕崎線が廃止。

#### 市町村合併
2004年（平成16年）4月1日に知覧町との間に合併協議会を設立。最終案としてちらん枕崎市にする予定だった。しかし、協議は破綻し同年12月31日、協議会が解散。その後も市町村合併を行っていない。昭和の大合併期にも合併しておらず、市制・町村制施行以来一度も合併したことのない市である。なお知覧町は2007年12月1日に川辺町・頴娃町と合併し南九州市となった。

## 行政
- 市長：前田祝成（2018年1月26日就任、2期目[10]）

### 歴代市長

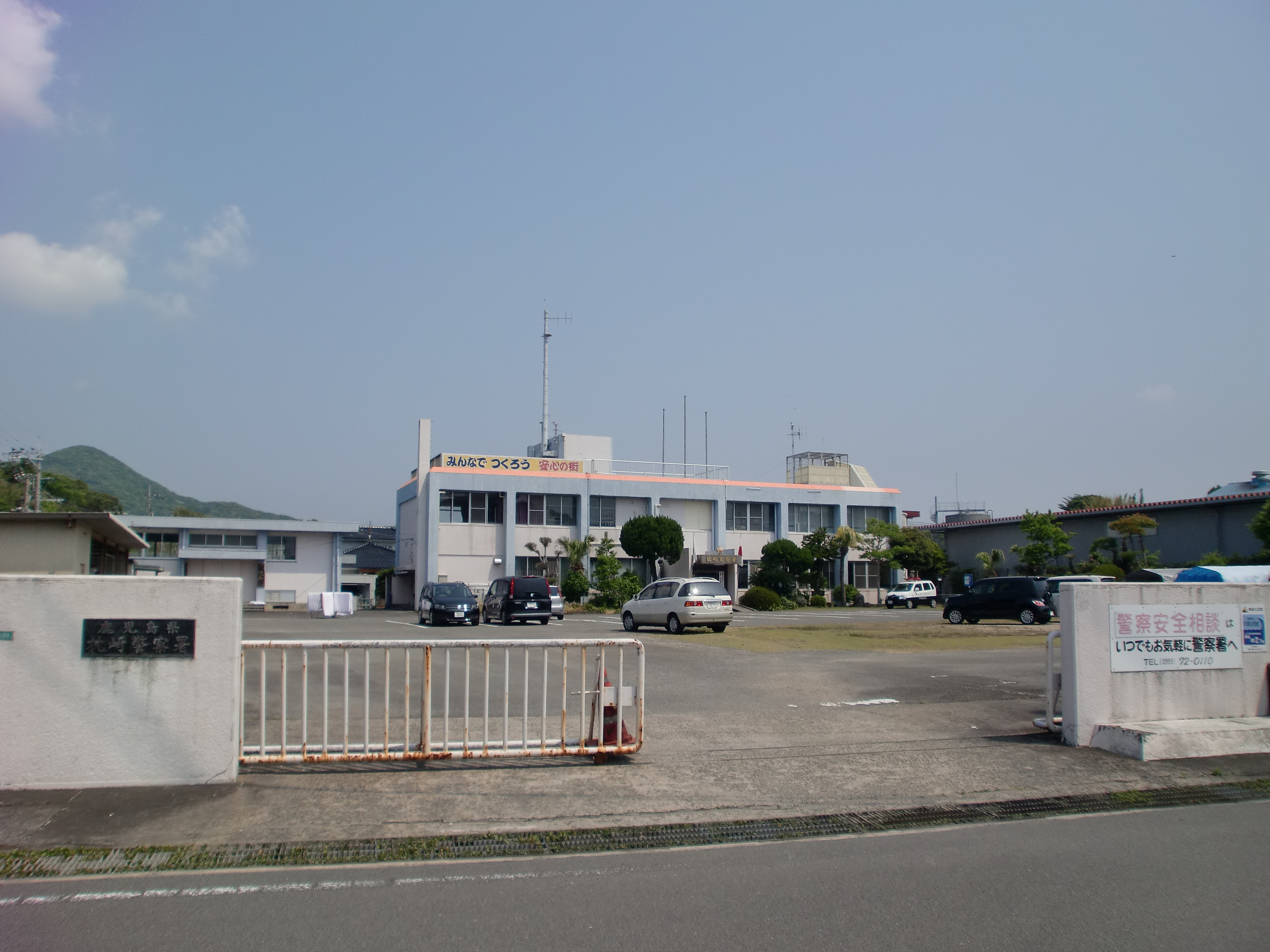
枕崎警察署

| 代 | 氏名       | 就任                  | 退任                   | 備考                          |
| -- | ---------- | --------------------- | ---------------------- | ----------------------------- |
| 1  | 山之内梓   | 1947年（昭和22年）4月 | 1953年（昭和28年）3月  |                               |
| 2  | 高城憲夫   | 1953年（昭和28年）5月 | 1953年（昭和28年）12月 |                               |
| 3  | 福崎静雄   | 1954年（昭和29年）1月 | 1966年（昭和41年）1月  |                               |
| 4  | 上釜孝     | 1966年（昭和41年）1月 | 1978年（昭和53年）1月  |                               |
| 5  | 田代清英   | 1978年（昭和53年）1月 | 1990年（平成2年）1月   |                               |
| 6  | 今給黎久   | 1990年（平成2年）1月  | 2002年（平成14年）1月  |                               |
| 7  | 神園征     | 2002年（平成14年）1月 | 2006年（平成18年）1月  |                               |
| 8  | 瀬戸口嘉昭 | 2006年（平成18年）1月 | 2010年（平成22年）1月  |                               |
| 9  | 神園征     | 2010年（平成22年）1月 | 2018年（平成30年）1月  | 瀬戸口嘉昭、清水和弘を破り3選 |
| 10 | 前田祝成   | 2018年（平成30年）1月 |                        |                               |

### 市の行政機関
- 枕崎市役所
- 枕崎市消防本部

### 県の行政機関
- 鹿児島県警察：枕崎警察署

## 政府所管法人

### 国立研究開発法人
- 農業・食品産業技術総合研究機構（農研機構）管理本部（九州沖縄管理部枕崎事業場）[12]
- 農研機構果樹茶業研究部門茶業研究領域

## 議会

### 市議会
- 定数：12人

### 衆議院
- 選挙区：鹿児島2区（鹿児島市の一部、枕崎市、指宿市、南さつま市、奄美市、南九州市、大島郡）
- 任期：2021年10月31日 - 2025年10月30日
- 投票日：2021年10月31日
- 当日有権者数：337,186人
- 投票率：58.58％

| 当落 | 候補者名   | 年齢 | 所属党派   | 新旧別 | 得票数   | 重複 |
| ---- | ---------- | ---- | ---------- | ------ | -------- | ---- |
| 当   | 三反園訓   | 63   | 無所属     | 新     | 92,614票 |      |
|      | 金子万寿夫 | 74   | 自由民主党 | 前     | 80,469票 |      |
|      | 松崎真琴   | 63   | 日本共産党 | 新     | 21,084票 | ○    |

## 経済

### 産業
- 水産業。枕崎は古くからカツオの一本釣漁業で知られる[13]。枕崎港は鹿児島県最大の漁港であり、2023年の水揚げ量は69,155トンで全国第9位だった[14]。
- 食品加工業（鰹節）
- 農業。枕崎茶は主に別府地区で栽培されている[15]。畜産業では黒豚の鹿籠豚[16]、枕崎牛[17]のブランドがある。
- 酒造業（焼酎）薩摩酒造の本社も市内にある。

### 郵便
- 枕崎郵便局（集配局）

- 枕崎中町郵便局
- 枕崎住吉郵便局

- 枕崎立神郵便局
- 鹿篭郵便局

- 枕崎金山郵便局
- 枕崎別府郵便局

- 白沢簡易郵便局

## 友好都市
- 北海道稚内市 - 2012年4月28日締結[18]
- ：共に豊かな自然があり、水産業が盛んであることや、JR駅最北端始発駅（稚内駅）とJR駅最南端始発駅（枕崎駅）が両市に所在していることから2011年1月に枕崎市側が稚内市に友好都市提携の申し入れを行い[19]、2012年4月28日に友好都市締結宣言調印式が行われた[18]。

## 地域

### 人口
| |                                        |  |
| 枕崎市と全国の年齢別人口分布（2005年） | 枕崎市の年齢・男女別人口分布（2005年） |  |
| ■紫色 ― 枕崎市 ■緑色 ― 日本全国 | ■青色 ― 男性 ■赤色 ― 女性              |  |
| 枕崎市（に相当する地域）の人口の推移 \| 1970年（昭和45年） \| 30,084人 \| \| \| 1975年（昭和50年） \| 29,685人 \| \| \| 1980年（昭和55年） \| 30,060人 \| \| \| 1985年（昭和60年） \| 30,099人 \| \| \| 1990年（平成2年） \| 28,794人 \| \| \| 1995年（平成7年） \| 27,640人 \| \| \| 2000年（平成12年） \| 26,317人 \| \| \| 2005年（平成17年） \| 25,150人 \| \| \| 2010年（平成22年） \| 23,638人 \| \| \| 2015年（平成27年） \| 22,046人 \| \| \| 2020年（令和2年） \| 20,033人 \| \| |                                        |  |
| 総務省統計局 国勢調査より |                                        |  |
| 1970年（昭和45年） | 30,084人                               |  |
| 1975年（昭和50年） | 29,685人                               |  |
| 1980年（昭和55年） | 30,060人                               |  |
| 1985年（昭和60年） | 30,099人                               |  |
| 1990年（平成2年） | 28,794人                               |  |
| 1995年（平成7年） | 27,640人                               |  |
| 2000年（平成12年） | 26,317人                               |  |
| 2005年（平成17年） | 25,150人                               |  |
| 2010年（平成22年） | 23,638人                               |  |
| 2015年（平成27年） | 22,046人                               |  |
| 2020年（令和2年） | 20,033人                               |  |

### 教育

#### 高等学校

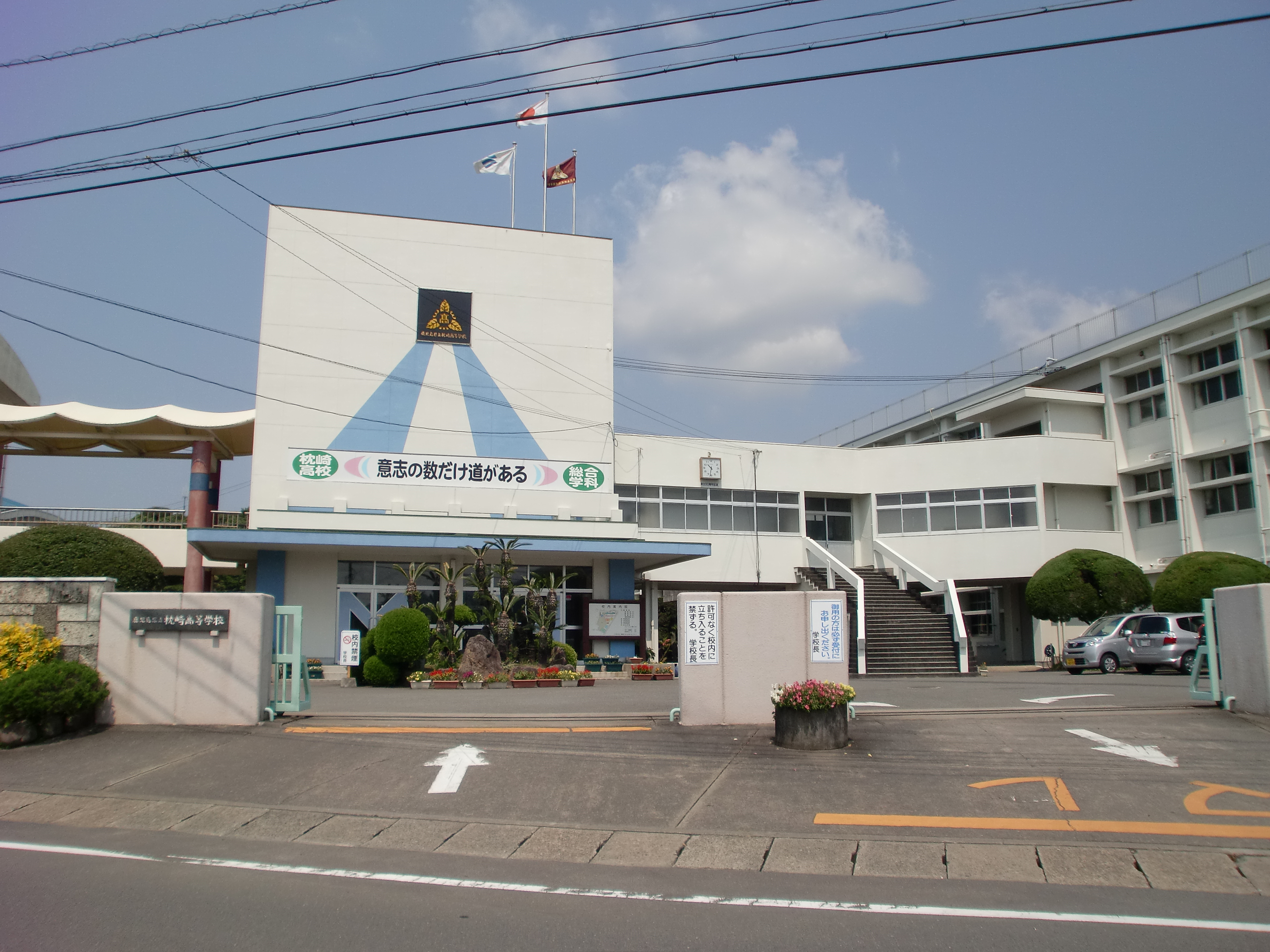
鹿児島県立枕崎高等学校
鹿児島県立鹿児島水産高等学校

#### 中学校

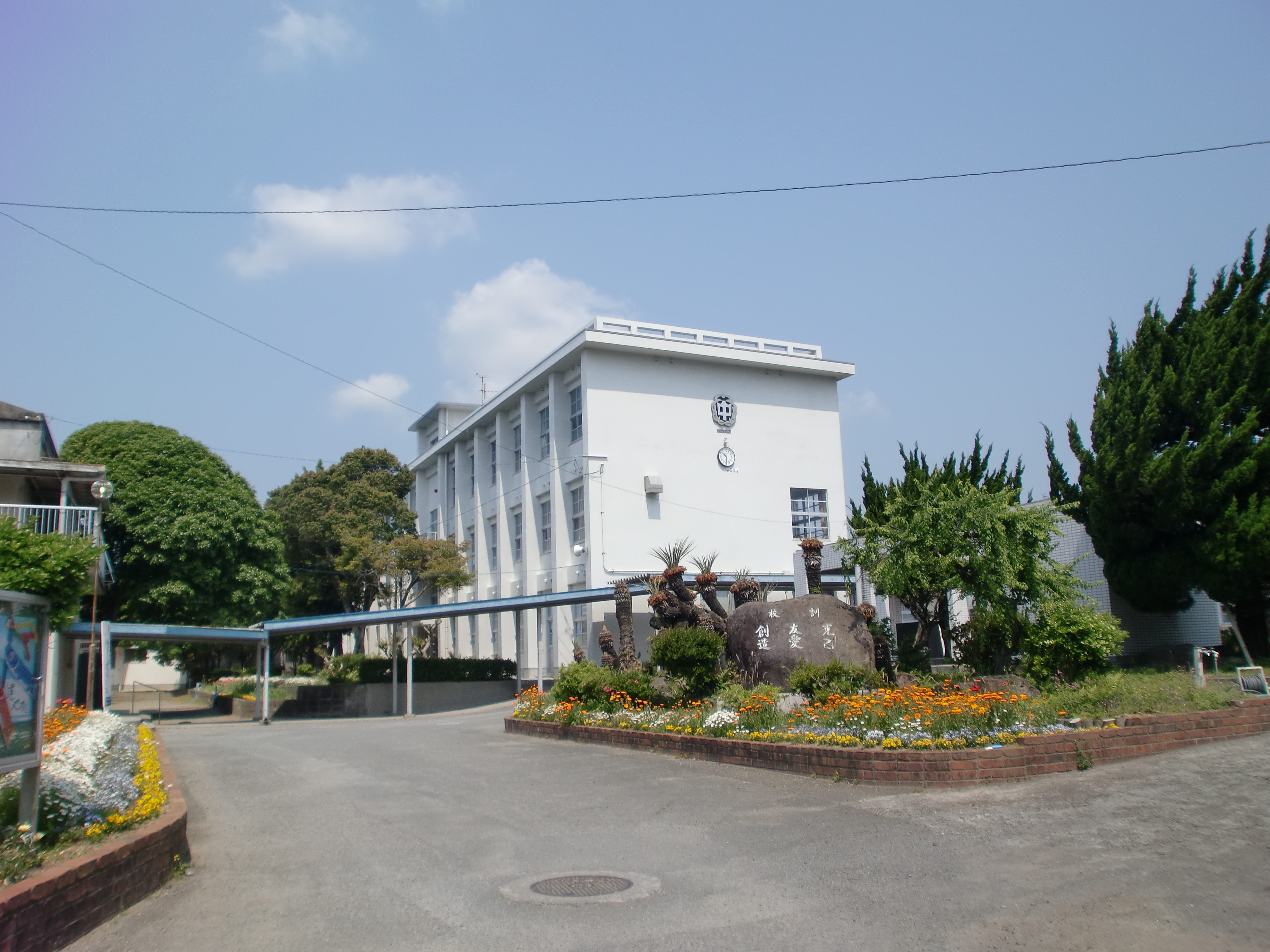
枕崎市立枕崎中学校
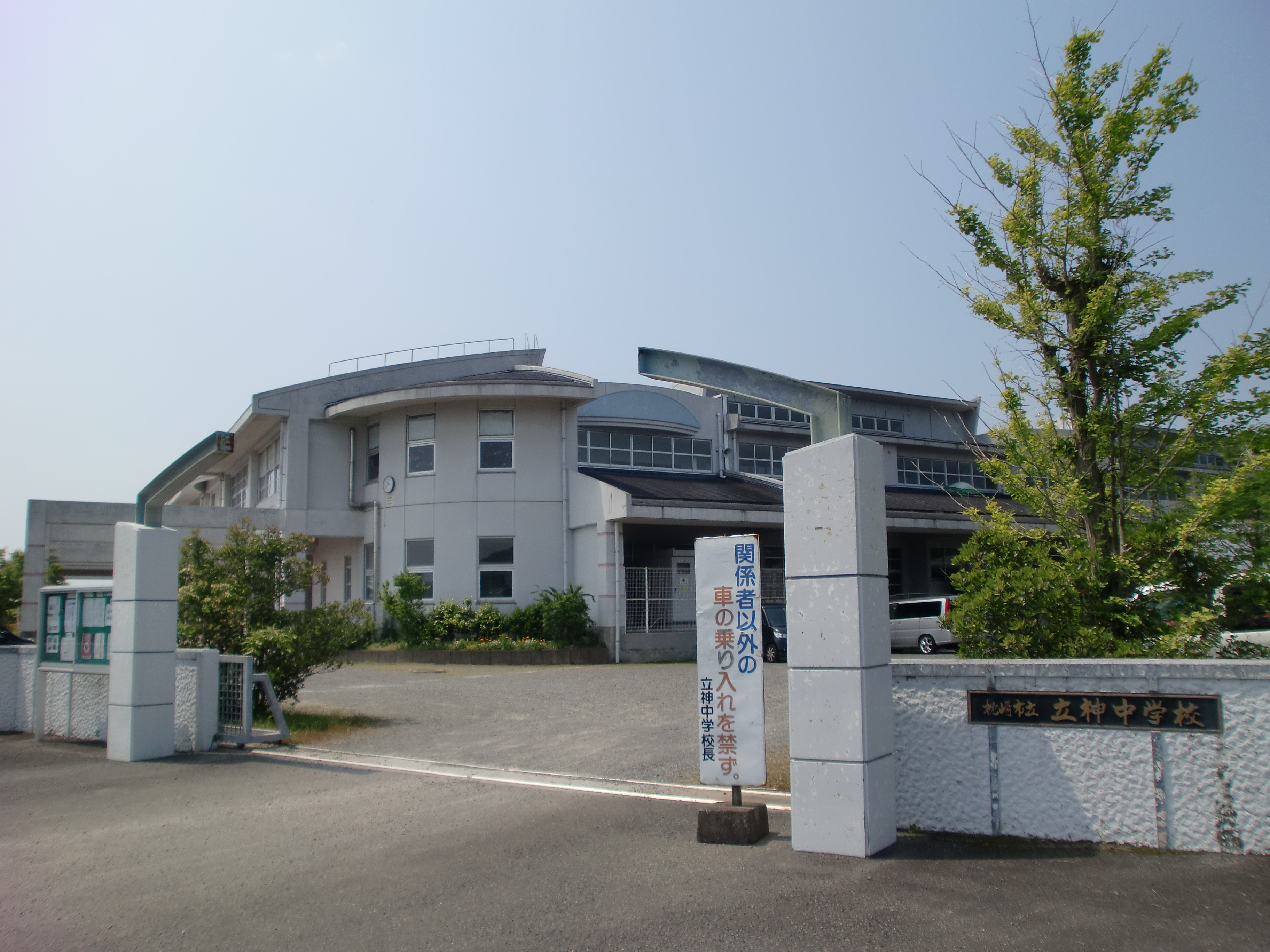
枕崎市立立神中学校
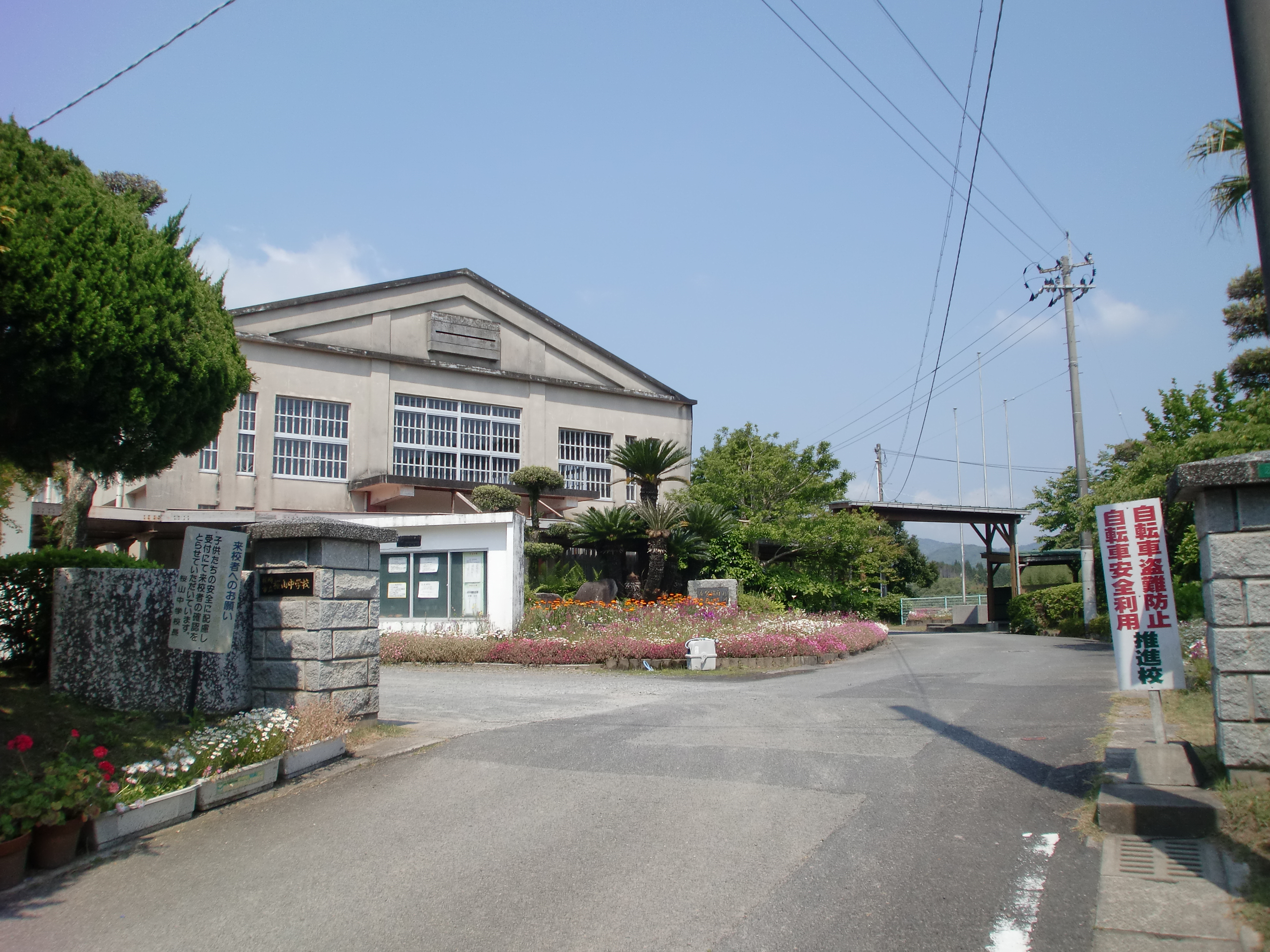
枕崎市立桜山中学校
枕崎市立別府中学校

#### 小学校

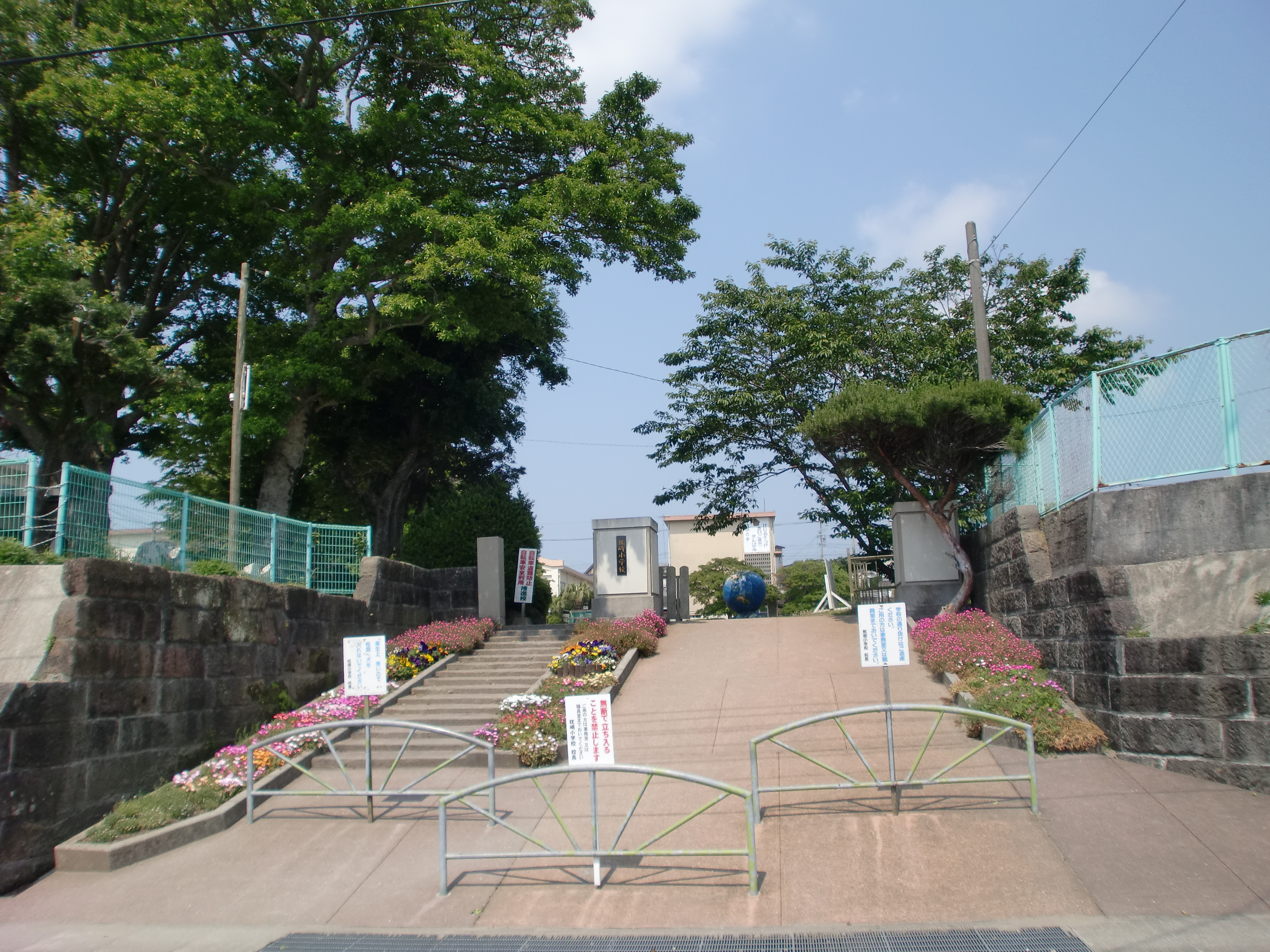
枕崎市立枕崎小学校
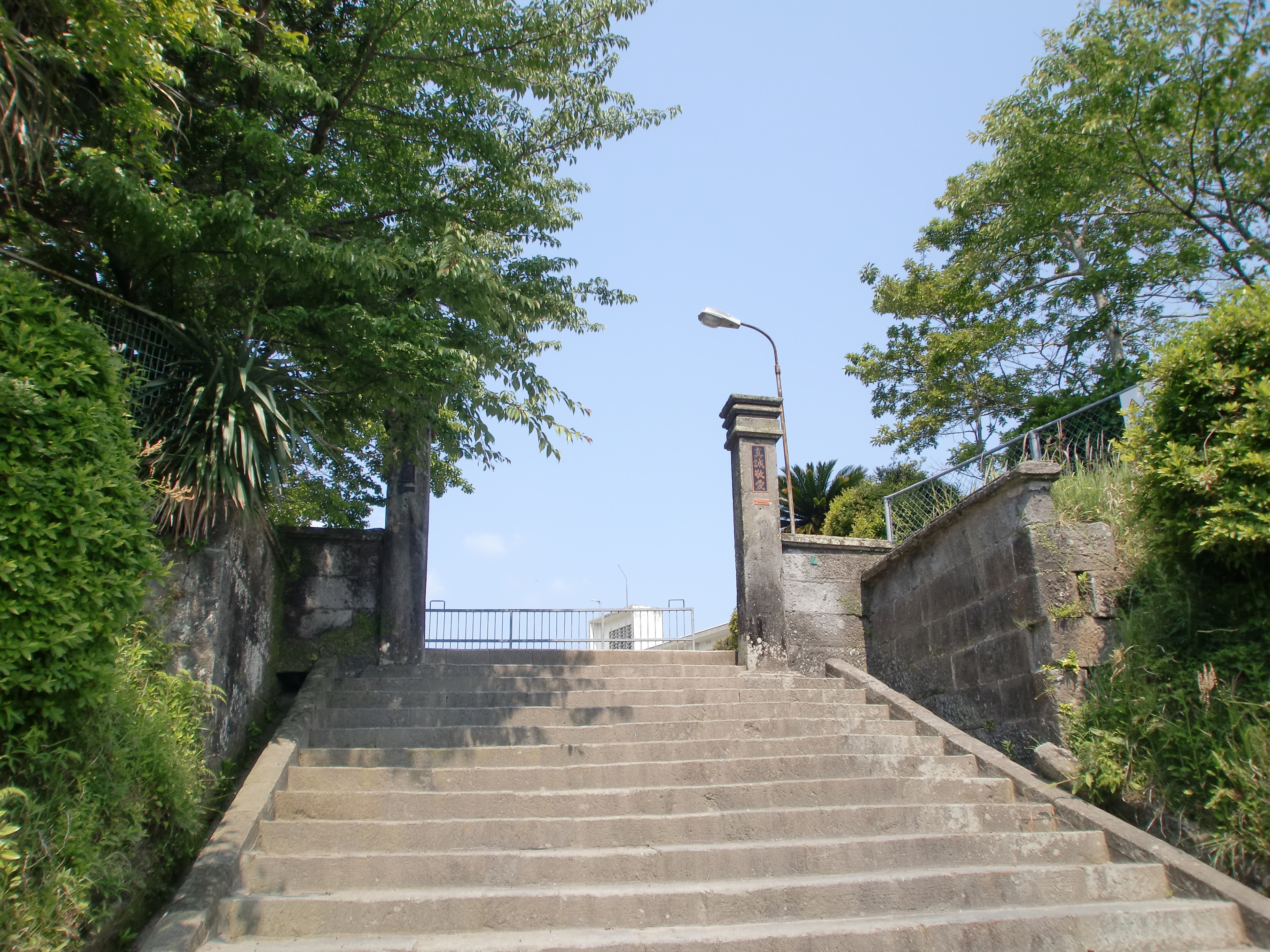
枕崎市立桜山小学校
枕崎市立別府小学校
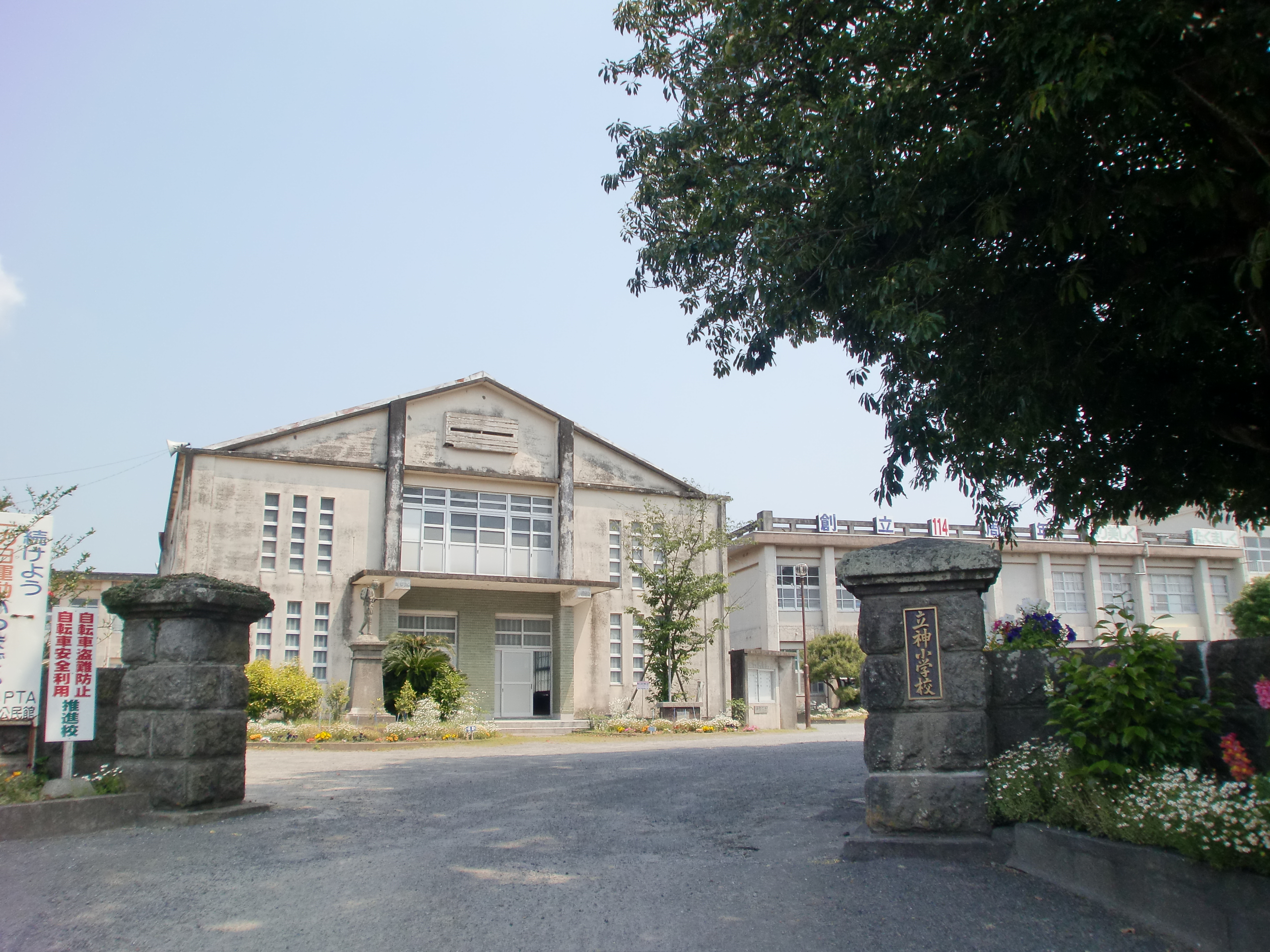
枕崎市立立神小学校

## 交通

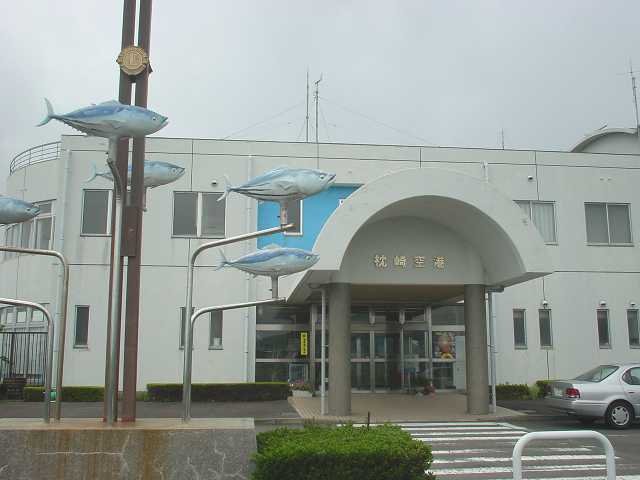
枕崎空港（2013年廃止）

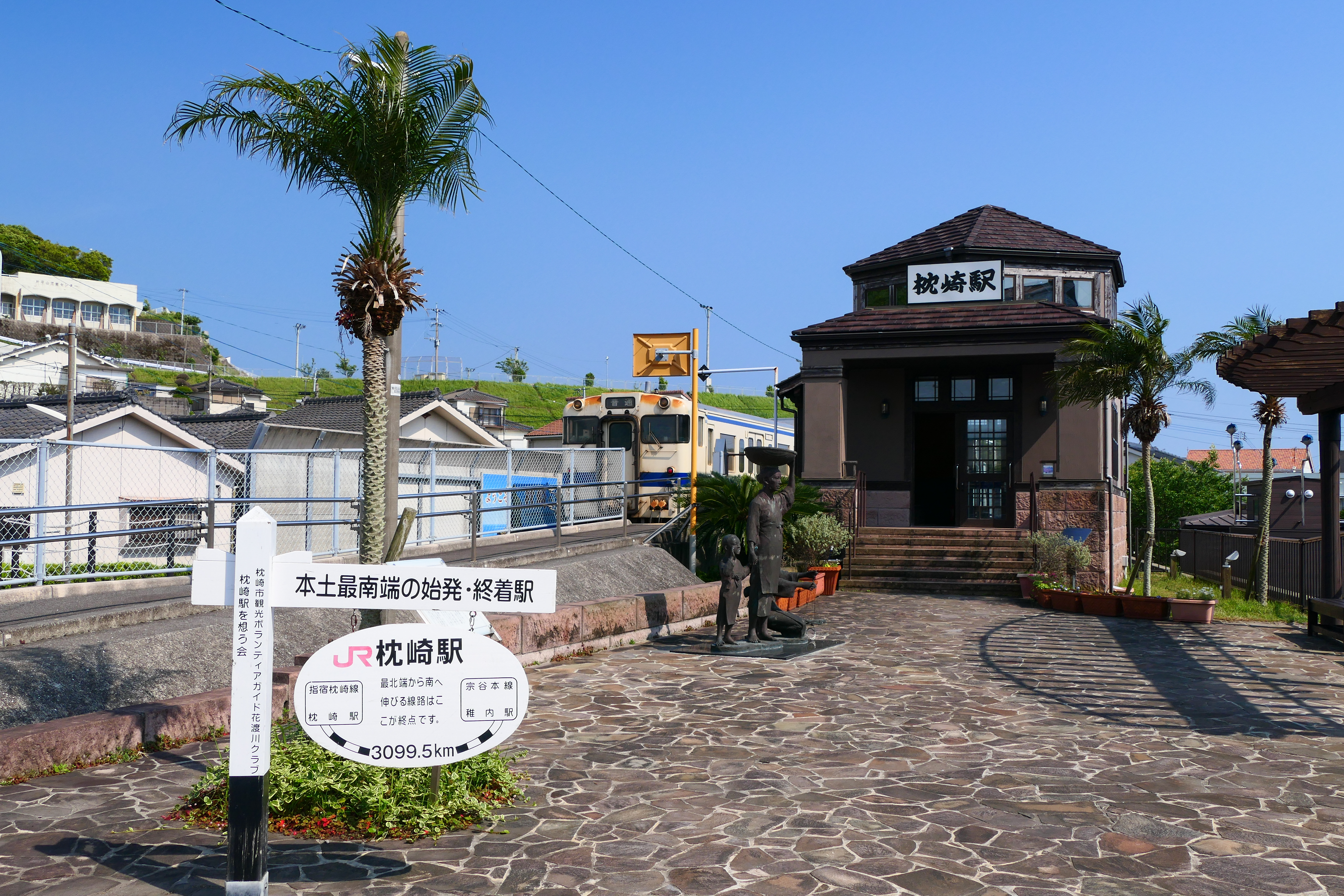
枕崎駅

### 空港
鹿児島空港が最寄りであり空港連絡バスも運行されている。
かつては枕崎飛行場があったが2013年3月31日に廃止された。

### 鉄道路線
- JR九州
  - 指宿枕崎線：白沢駅 - 薩摩板敷駅 - 枕崎駅

中心となる駅は枕崎駅である。日本最南端のJR基点駅として有名であるが、無人駅である。
かつては伊集院駅（日置市）と枕崎駅を結ぶ鹿児島交通枕崎線が通っており、枕崎市内には金山駅及び鹿籠駅が設置されていた。

### 路線バス
- 鹿児島交通 - 周辺の南九州市・南さつま市・日置市との間を結ぶ路線、鹿児島市と枕崎市を結ぶ路線、鹿児島空港直行バスを運行する。なお枕崎市には市内発着の高速バスや市内運行のコミュニティバスがないため、市内すべてのバス路線が同社による運行である。
  - 特急：鹿児島 - 川辺 - 枕崎
  - スーパー特急：鹿児島 - 枕崎
  - 鹿児島 - 川辺高校 - 枕崎
  - 今岳 - 久志 - 泊 - 中坊 - 枕崎
  - 伊集院 - 伊作 - 加世田 - 枕崎
  - 金山 - 枕崎
  - 東大川 - 枕崎
  - 知覧 - 枕崎
  - 鹿児島空港 - 枕崎

### 道路
- 一般国道
  - 国道225号
  - 国道226号
  - 国道270号
- 主要地方道（県道）
  - 鹿児島県道32号枕崎港線
  - 鹿児島県道34号枕崎知覧線（南薩縦貫道）
- 一般県道
  - 鹿児島県道265号打木谷白沢津線
  - 鹿児島県道266号枕崎停車場線

高速道路の最寄りインターチェンジは南薩縦貫道南九州川辺ICもしくは知覧金山水車IC。

## 名所・旧跡・観光スポット・祭事・催事

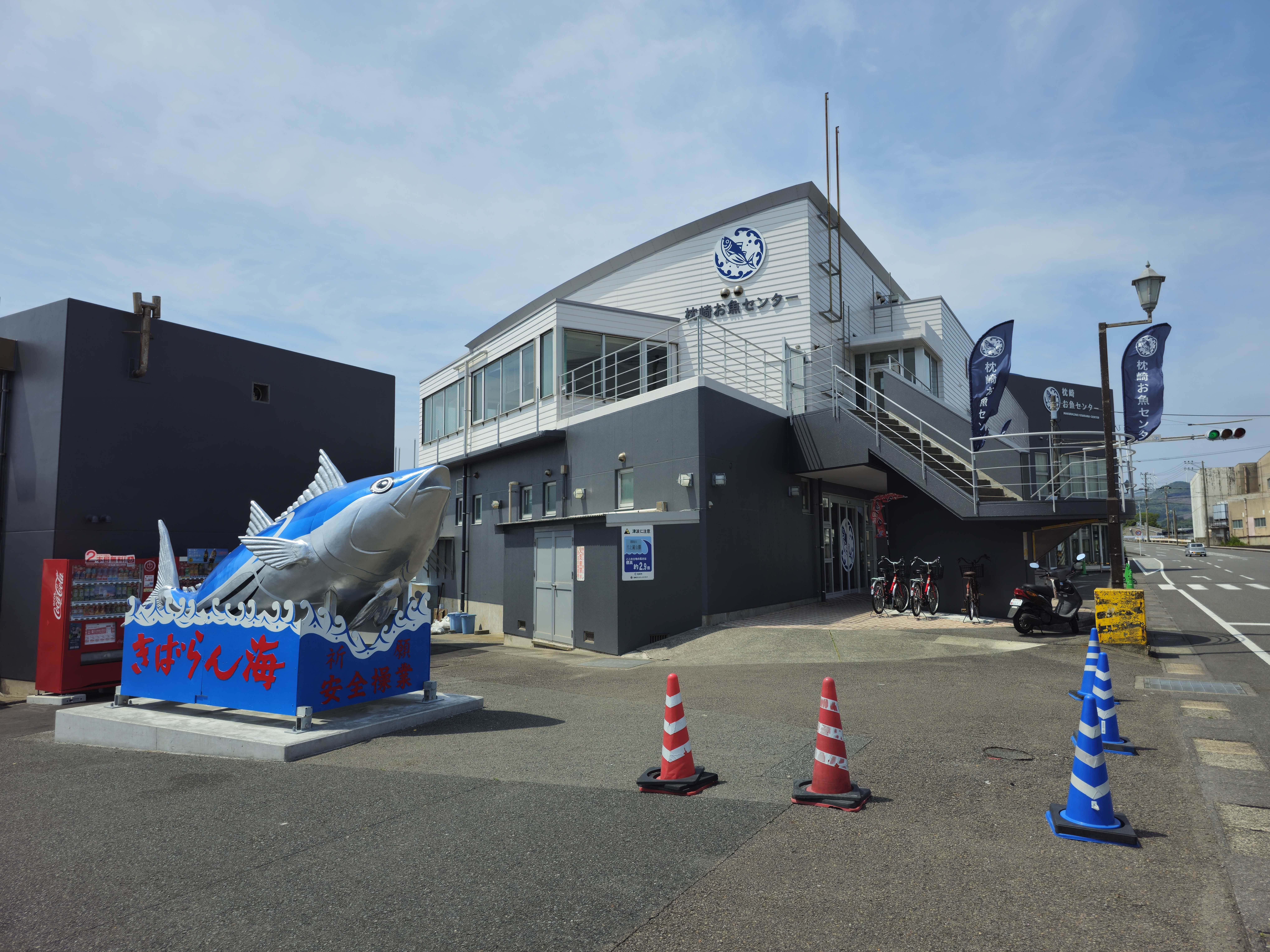
枕崎お魚センター（2024年リニューアル後の外観）

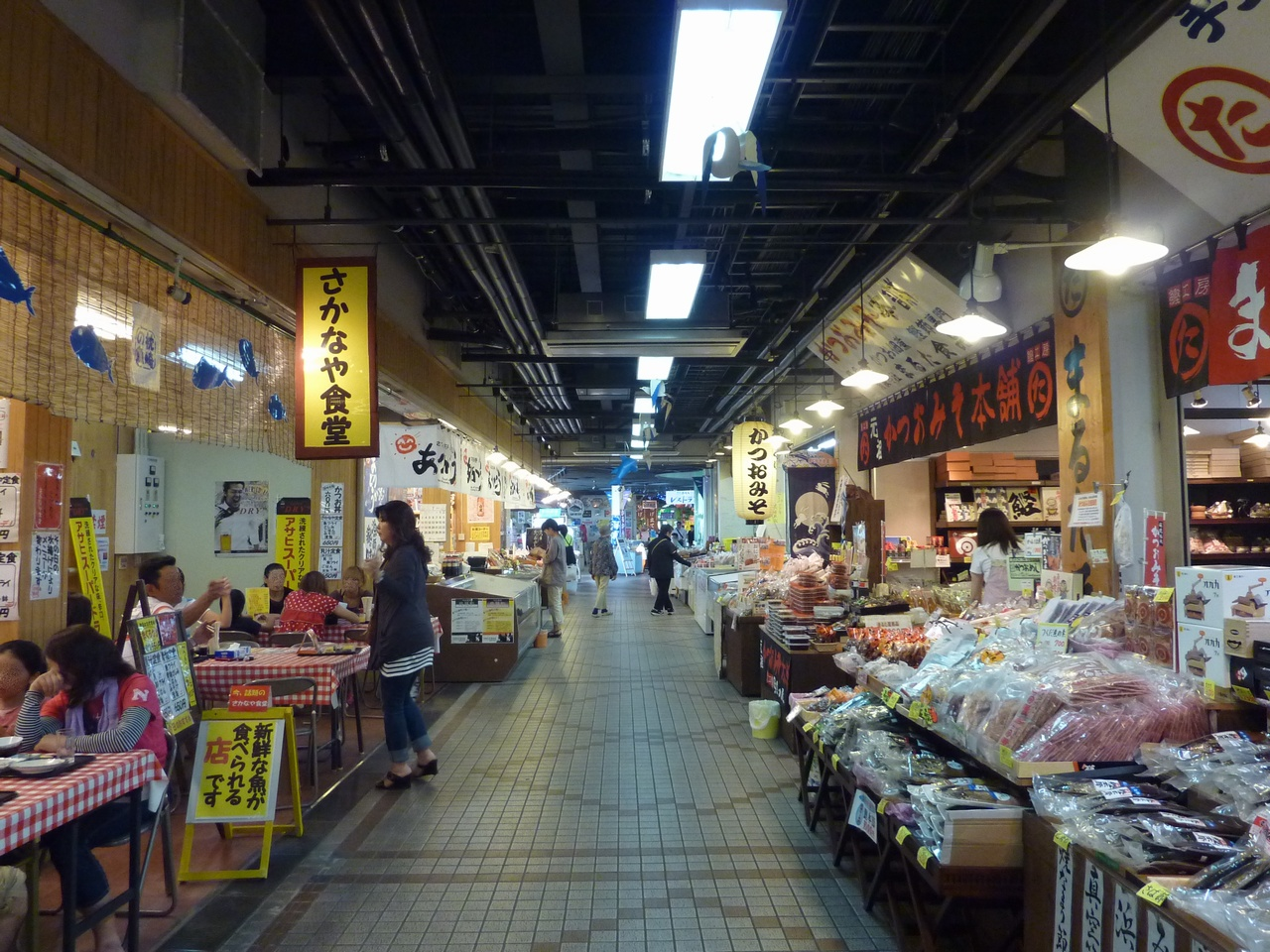
枕崎お魚センター店内

- 火之神公園
- 立神岩 (枕崎市)（wikidata）
- 枕崎お魚センター
- 南薩地域地場産業振興センター（地場センター）
- 薩摩酒造明治蔵
- 片平山公園
  - 枕崎市文化資料センター「南溟館(なんめいかん)」
- 瀬戸公園
- 犬の白浜
- みなとの見える小さな水族館
- 枕崎港夏祭り「きばらん海」
- かつおまつり
- 新酒まつり

## 著名な出身者
- 栄村忠広（元プロ野球選手）
- 立石飛鳥（サッカー選手）
- 那須大亮（サッカー選手）
- 清王洋好造（元力士）
- 36代木村庄之助（元大相撲行司）
- 里々佳（タレント）
- 前田祝成（枕崎市長）
- 宮路由久（重量挙げ選手）
- 園田兵助（獣医師）
- 赤木洋勝 (薬学者)
- 今給黎誠吾（第3代東南方村長、初代枕崎町長、衆議院議員、名誉市民）
- 久木田叶（衆議院議員、名誉市民）

## 枕崎市に関係のある人物
- 三遊亭圓歌(四代目)（落語家、妻が枕崎出身）
- 坪内一樹（鹿児島テレビ放送アナウンサー、祖父母が枕崎在住である）
- 天達武史（気象予報士、父が枕崎出身）